# NTT Docomo Yoyogi Building
NTT Docomo Yoyogi Building (яп. NTTドコモ代々木ビル энутити докомо ёёги биру) — небоскрёб, расположен в токийском специальном районе Сибуя. Строительство небоскрёба было завершено в 2000 году, высота небоскрёба составляет 240 метров. Таким образом, в списке самых высоких зданий Токио небоскрёб занимает третье место. После установки часов в 2002 году здание в течение 10 лет удерживало титул самой высокой башни с часами в мире.

## Функции небоскреба
NTT Docomo Yoyogi Building принадлежит мобильному оператору NTT docomo. Несмотря на название здания, это не головной офис компании, штаб-квартира которой находится в верхних этажах Sanno Park Tower. Здание имеет некоторые офисы, но используется в основном для содержания техники, коммутационного оборудования для сотовой телефонной деятельности компании.
В ознаменование 10-летия NTT docomo, в ноябре 2002 года на небоскрёбе в эксплуатацию были введены часы диаметром 15 метров. Установка часов позволила зданию стать самой высокой башней с часами в мире, превзойдя Дворец культуры и науки в Варшаве, часы на котором появились в 2000 году, до завершения строительства Королевской башни комплекса Абрадж аль-Бейт в 2012 году.
Частично для питания здания используется солнечная энергия. В офисах работает система разделения мусора, помогающая сократить отходы и увеличить скорость переработки. Сточные воды после дождя собираются и используются для туалетов здания.
В здании нет ресторанов и других туристических достопримечательностей, туристы в него не допускаются.